# Eciton rapax
Eciton rapax is een mierensoort uit de onderfamilie van de Ecitoninae. De wetenschappelijke naam van de soort is voor het eerst geldig gepubliceerd in 1855 door Smith, F..